# ناثان سميث (لاعب غولف)
ناثان سميث (بالإنجليزية: Nathan Smith)‏ هو لاعب غولف أمريكي، ولد في 16 أغسطس 1978 في بروكفيل في الولايات المتحدة.